# جوسيب بونس
جوسيب بونس (بالإسبانية: Josep Pons) هو موزع إسباني، ولد في 1957 في بويغريغ في إسبانيا.

## وصلات خارجية
- جوسيب بونس على موقع IMDb (الإنجليزية)
- جوسيب بونس على موقع ميوزك برينز (الإنجليزية)
- جوسيب بونس على موقع أول ميوزيك (الإنجليزية)
- جوسيب بونس على موقع ديسكوغز (الإنجليزية)